# سفر ها-چینوچ
سفر ها-چینوچ (عبری: ספר החינוך‎) کتاب آموزشی یک یهودی خاخام است که به‌طور سیستماتیک دربارهٔ ۶۱۳ فرمان تورات بحث می‌کند. این کتاب به‌طور ناشناس در قرن سیزدهم اسپانیا منتشر شد.